# MA CHERIE
MA CHÉRIE（マシェリ）は、ファイントゥデイが発売しているするヘアケア製品ブランド。フランス語で「私の愛しい女性（ひと）」の意。

## 概要
若い女性をターゲットにした高付加価値商品で、2006年に発売された「TSUBAKI」とともに主力ヘアケアブランドのひとつ。
シャンプー、コンディショナー、トリートメントを中心に、スタイリング剤やヘアカラーなどもラインナップしている。
旬のタレントを起用したCMも話題になる。
2010年2月、シャンプー・コンディショナー・トリートメントを全面刷新。CMキャラクターには、1998年に出演した吉川ひなのが12年ぶりに出演することになった。2010年8月には、同年2月に全面刷新したシャンプー・コンディショナー・トリートメントに新たに配合した毛髪柔軟・補修・保湿成分を配合したヘアスタイリング剤14品を発売した。
ブログなどで一般女性がアフィリエイトで紹介するなど、幅広い人気を得ている商品である。
2021年7月1日付で、発売元が資生堂からファイントゥデイへ移管された。

## CM出演イメージタレント

### 現在
- 小松菜奈（2016年）[2]

### 過去
- 後藤久美子（1996年）
- 橘実里（1997年）
- 吉川ひなの（1998年、2010年から）[3]
- 黒澤優・高橋マリ子（1999年）
- 持田香織（Every Little Thing、2000年）
- 滝沢秀明（タッキー&翼、2001年・2002年）
- ジュエミリア（2003年）
- 鈴木えみ（2004年 - 2009年）[4]